# Ivry-sur-Seine
Ivry-sur-Seine (wymowaⓘ) – miejscowość i gmina we Francji, w regionie Île-de-France, w departamencie Dolina Marny. Przez miejscowość przepływa Sekwana.
Według danych na rok 1990 gminę zamieszkiwało 53 619 osób, a gęstość zaludnienia wynosiła 8790 osób/km² (wśród 1287 gmin regionu Île-de-France Ivry-sur-Seine plasuje się na 23. miejscu pod względem liczby ludności, natomiast pod względem powierzchni na miejscu 605.).

## Edukacja
- ESME Sudria
- École des technologies numériques appliquées
- Institut polytechnique des sciences avancées

Położenie Ivry-sur-Seine w ramach aglomeracji paryskiej

## Współpraca
- Dianguirdé, Mali
- La Lisa, Kuba
- Brandenburg an der Havel, Niemcy
- Wear Valley, Wielka Brytania
- Jalazone, Palestyna
- Jifna, Palestyna